# Leval (Blegny)
Leval (ook wel Les Vaux) is een gehucht in de deelgemeente Housse van de gemeente Blegny in de Belgische provincie Luik.

## Geschiedenis

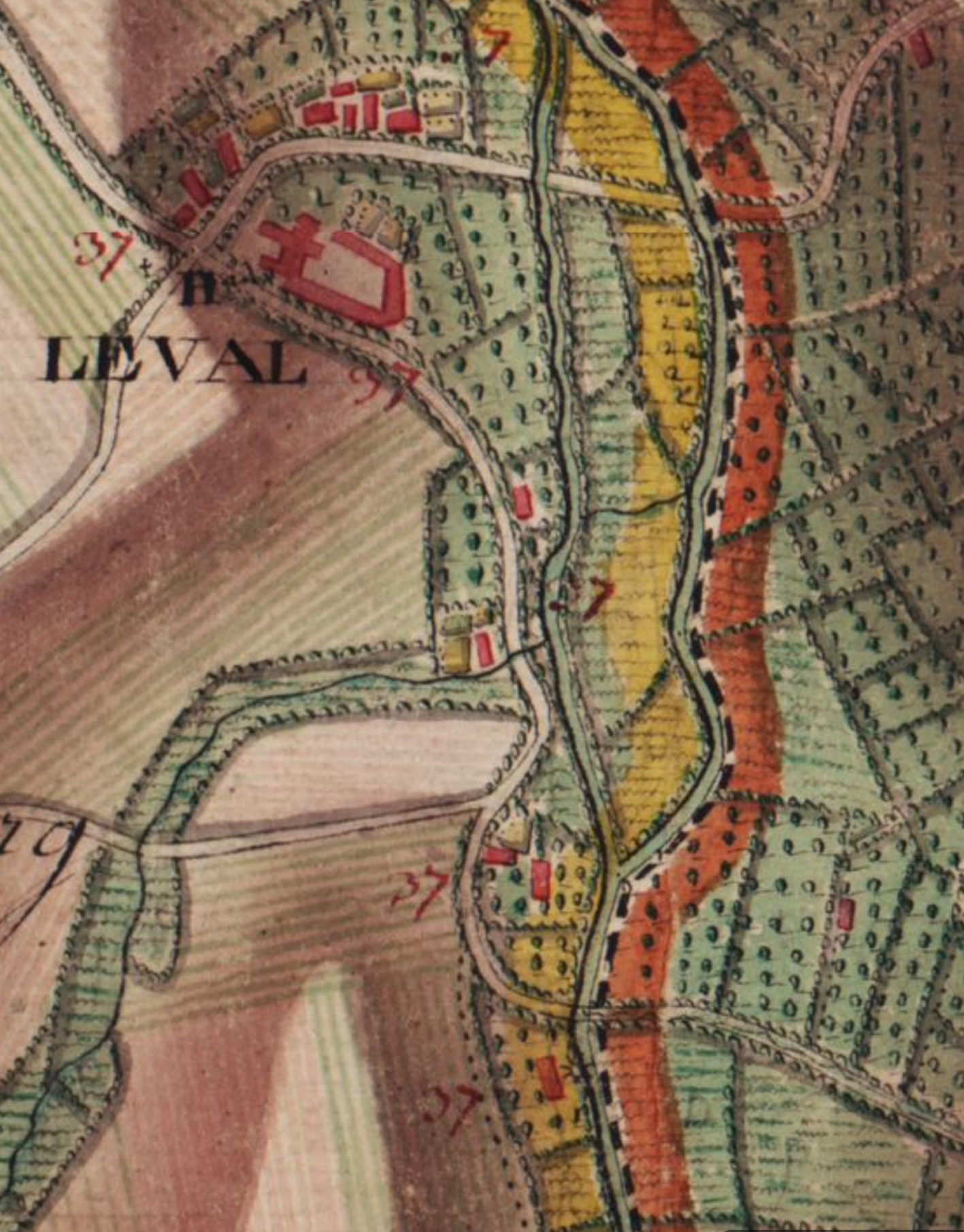
Leval op de Ferrariskaart van 1775

In 1276 verwierf de abdij van Val-Dieu het tiendrecht over de boerderij Leval en de bijbehorende watermolen in het dal van de Bollandbeek in de heerlijkheid Housse, dat zelf weer deel uitmaakte van de hoogbank van Cheratte in het graafschap Dalhem. Vanaf de vijftiende eeuw werd op de landerijen van de boerderij steenkool gewonnen, de voorloper van de latere steenkoolmijn van Blegny. Bij het partagetraktaat van 1661 viel het gebied westelijk van de beek toe aan Spanje. De boerderij bleef schatplichtig aan de abdij tot 1795, toen de Fransen een einde maakten aan alle kloosters en hun rechten.

## Bezienswaardigheden
- Moulin Leval